# Костомарово (Херсонская область)
Костомарово (укр. Костомарове) — село в Борозенской сельской общине Бериславского района Херсонской области Украины.
Почтовый индекс — 74142. Телефонный код — 5532. Код КОАТУУ — 6520984803.

## Население
Население по переписи 2001 года составляло 69 человек.

### Языковой состав
Родной язык населения по данным переписи 2001 года:
| Язык       | Численность, чел. | Доля     |
| ---------- | ----------------- | -------- |
| Украинский | 64                | 92,75 %  |
| Молдавский | 3                 | 4,35 %   |
| Русский    | 2                 | 2,90 %   |
| Итого      | 69                | 100,00 % |

## Местный совет
74142, Херсонская обл., Великоалександровский р-н, с. Чаривное, ул. Победы.